# Ciudadela de Počitelj
La Ciudadela de Počitelj[cita requerida] es un castillo en Bosnia y Herzegovina. En el valle del río Neretva, uno de los pilares de los turcos fue Pocitelj. Esta fortaleza fue construida por el rey Tvrtko en 1383 y tuvo un papel en el control a través del valle en el mar.